# Rede Legislativa de Rádio e TV
A Rede Legislativa de Rádio e TV reúne emissoras de televisão e rádio federais, estaduais e locais do Poder Legislativo do Brasil, com sinal de TV aberto e gratuito para mais de 126 milhões de pessoas, e sinal de rádio para mais de 14 milhões de pessoas.

## História
A Rede Legislativa de Rádio e TV foi criada em 17 de outubro de 2012, pelo Ato da Mesa nº 52 da Câmara dos Deputados, para compor parcerias com outras casas legislativas do Brasil e ampliar o número de transmissores pelo País, com custos reduzidos de compartilhamento de canais e infraestrutura.
As assembleias estaduais de São Paulo e Minas Gerais foram as parceiras iniciais do projeto e criaram esse modelo associativo junto com a Câmara dos Deputados e uma quinzena de câmaras municipais do interior desses dois estados. As assembleias legislativas funcionam como gestores estaduais.
A Rede Legislativa de TV está no ar com 74 emissoras participantes e a Rede Legislativa de Rádio opera em 20 municípios. Para que o Ministério das Comunicações indique um canal, é preciso encontrar uma faixa livre no espectro de radiofrequência na localidade. Pesquise aqui para saber quais os canais que estão em implantação ou foram solicitados.
A coordenação da Rede Legislativa funciona em Brasília, na Secretaria de Comunicação da Câmara dos Deputados.

## TV digital
Na televisão digital, o recurso da multiprogramação permite que o canal de 6MHz consignado ao Poder Legislativo Federal transmita as programações de quatro emissoras independentes: a TV Câmara Federal, TV Senado Federal, TV Assembleia Estadual e a TV Câmara Municipal.

## Rádio FM
No caso de rádio, o canal FM transmite a Rádio Câmara da Câmara dos Deputados e a rádio parceira local, com compartilhamento da grade de programação.

## Legislação
O direito da Câmara dos Deputados e do Senado Federal a canais de rádio e TV foi garantido pela Lei nº 4.117, de 27 de agosto de 1962, que dispõe sobre o Código Brasileiro de Telecomunicações. Segundo o Art. 32, os serviços de radiodifusão serão executados diretamente pela União ou através de concessão, autorização ou permissão.
A multiprogramação na TV digital foi regulada pela Portaria nº 106 do Ministério das Comunicações, de 2 de março de 2012. A norma permite aos órgãos dos Poderes da União consignatários de canais digitais utilizar o recurso de multiprogramação para transmitir programações simultâneas em até quatro subcanais.